# 西藏悬钩子
西藏悬钩子（学名：Rubus thibetanus）为蔷薇科悬钩子属的植物，是中国的特有植物。分布于中国大陆的陕西、四川、甘肃等地，生长于海拔900米至2,100米的地区，一般生长在林缘、山坡路旁、低山灌丛中或水沟旁，目前尚未由人工引种栽培。